# متغیر محیطی
متغیرهای محیطی (به انگلیسی: Environment variable) مجموعه‌ای از مقادیر نام‌گذاری‌شده هستند که می‌توانند نحوه رفتار کردن فرایندهای در حال اجرا را تغییر داده و بر روی آنها اثر بگذارند. متغیرهای محیطی، از فرایند والد به فرایندهای فرزند به ارث می‌رسند. این متغیرها بخشی از محیط عملیاتی هستند که فرایند در آن اجرا می‌شود. به عنوان مثال، یک فرایند در حال اجرا می‌تواند مقدار متغیر TEMP را بخواند تا محل مناسبی برای ذخیره کردن فایل‌های موقت خود پیدا کند؛ یا همینطور می‌تواند با خواندن متغیرهای HOME و USERPROFILE، ساختار دایرکتوری که متعلق به کاربر صاحب فرایند است را پیدا کند. این متغیرها در شکل مدرن خود در سال ۱۹۷۹ و در نسخه ۷ یونیکس معرفی شدند و از آن موقع تا کنون در تمامی نسخه‌های یونیکس از لینوکس تا مک اواس ده بکار گرفته شده‌اند.